# Grassy Island
Grassy Island, także Little Grassy Island – niezamieszkana wyspa na jeziorze Jackson Lake w stanie Wyoming.

## Geografia
Grassy Island położona jest w południowo-zachodniej części jeziora Jackson Lake. Znajduje się obok mniejszej, bezimiennej wyspy na terenie zatoki Moran Bay. Średnia wysokość wyspy to 2070 m n.p.m.

## Turystyka
Wyspa Grassy Island jest bardzo popularnym miejscem na kemping.